# Kohlberg (Oberpfalz)
Kohlberg (Oberpfalz) este o comună-târg din districtul  Neustadt an der Waldnaab, regiunea administrativă Palatinatul Superior, landul Bavaria, Germania.